# Alexanderkirche (Kiew)
Koordinaten: 50° 27′ 12″ N, 30° 31′ 30″ O

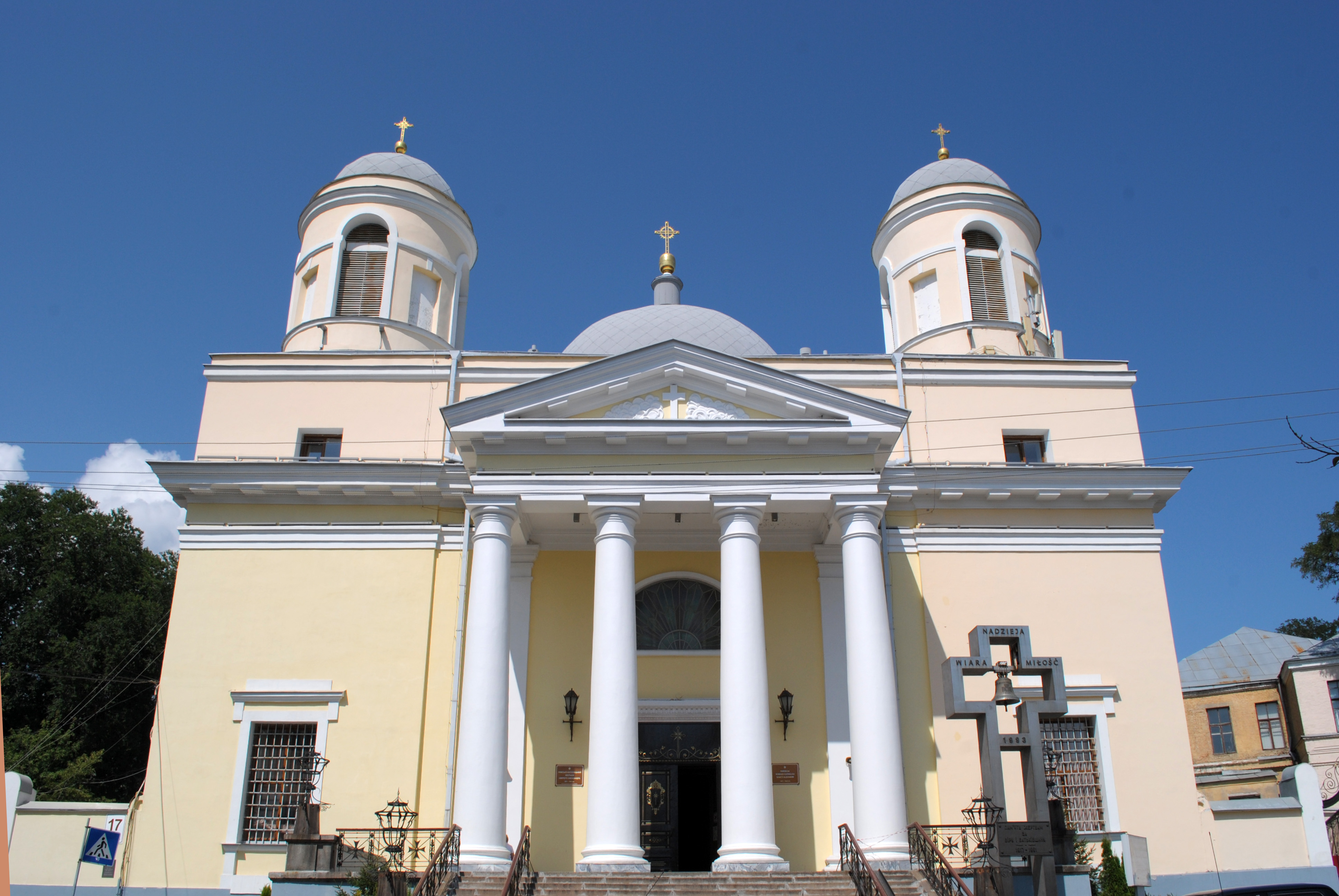
Die Alexanderkirche in Kiew

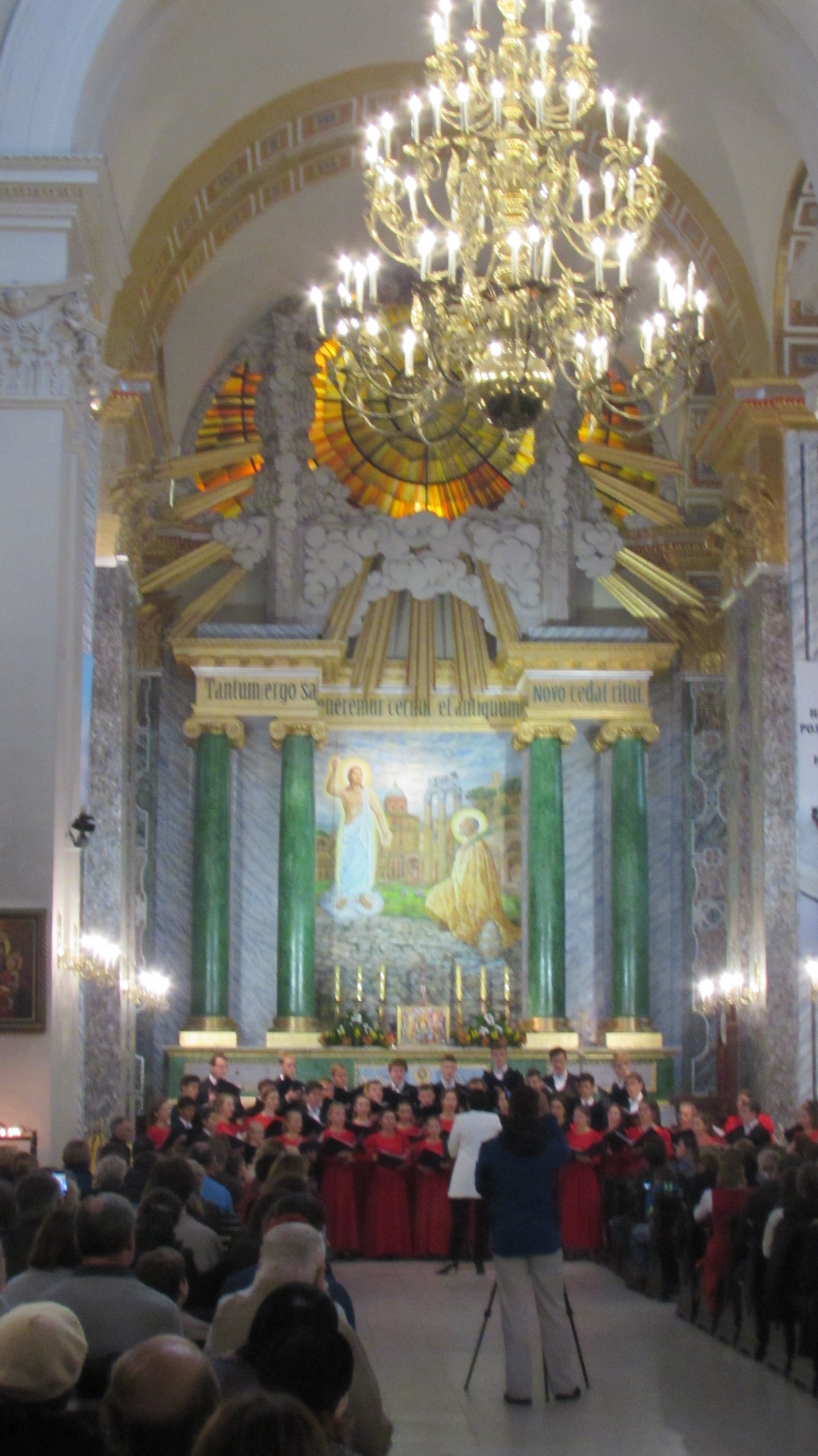
Innenansicht (Oktober 2017)

Die Alexanderkirche (ukrainisch Це́рква свято́го Олекса́ндра/Zerkwa swjatoho Olexandra; lateinisch Ecclesia Catholica St. Alexandri) ist der älteste römisch-katholische Kirchenbau in der ukrainischen Hauptstadt Kiew.

## Lage
Die Kirche, Konkathedrale des Bistums Kiew-Schytomyr befindet sich auf der Kostolna-Straße (вулиця Костьольна) 17 im Rajon Schewtschenko zwischen dem Ukrainischen Haus am Europäischen Platz und dem St. Michaelskloster im Zentrum Kiews.

## Geschichte

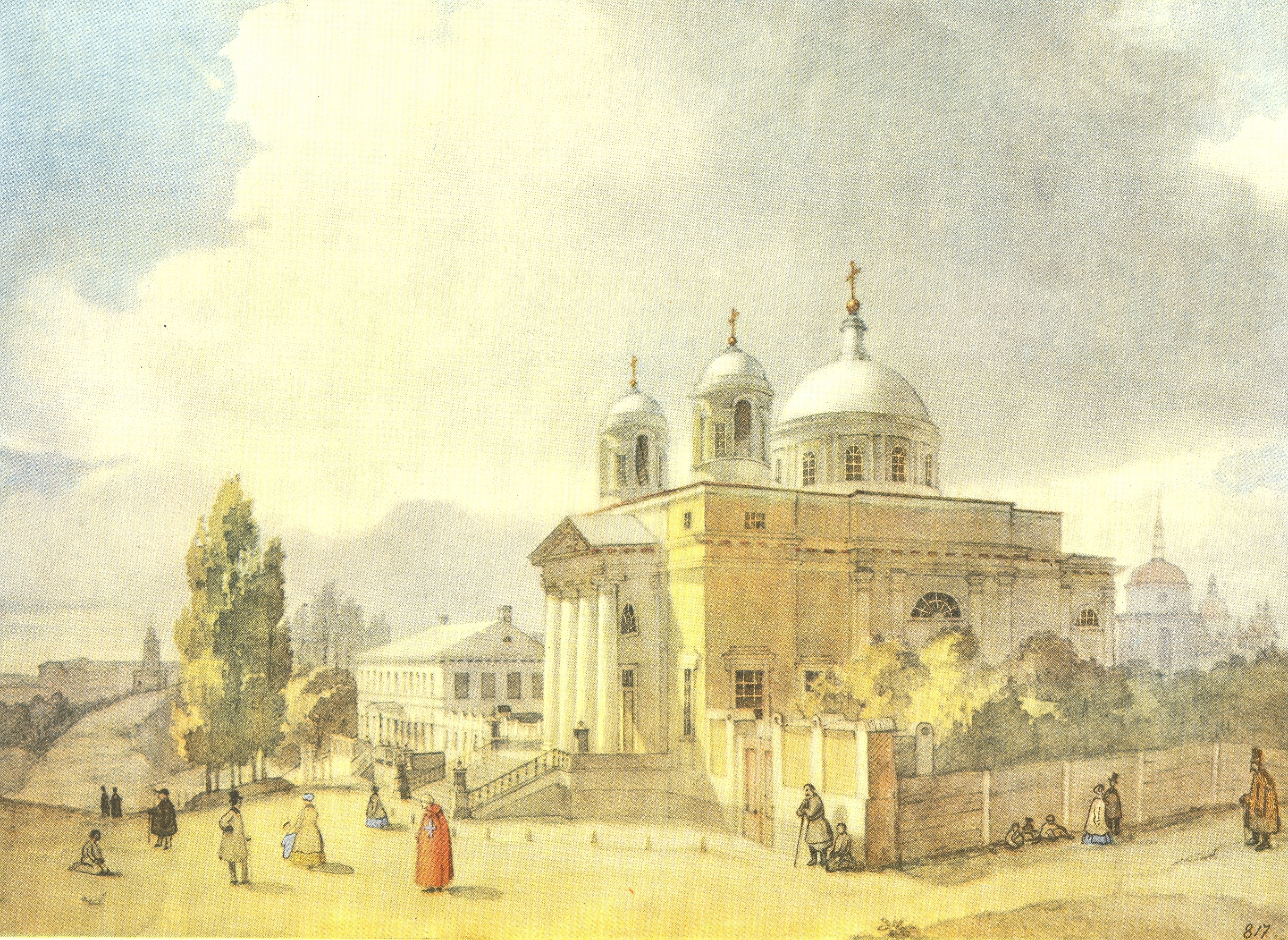
Die Alexanderkirche; Gemälde von Taras Schewtschenko, um 1850

Die Alexanderkirche wurde zu Ehren des Zaren Alexander I. und dessen Sieg über Napoleon Bonaparte erbaut. Die Grundsteinlegung und die Weihe der Kirche fanden im August 1817 statt. Aufgrund von Geldmangel und dem schwierigen Baugelände dauerte der Bau der mehr als 200.000 Rubel teuren Kirche bis 1842. 1937 wurde die Kirche geschlossen und zwischen 1952 und 1990 als Planetarium und Geschichtsbibliothek benutzt, wozu man die Altäre entfernte. 1990 wurde sie der römisch-katholischen Gemeinde zurückgegeben, im Anschluss bis 1994 restauriert, am 7. Oktober 1995 wieder eingeweiht und am 25. Juni 2001 von Papst Johannes Paul II. besucht.

## Architektur
Die im klassizistischen Stil unter Leitung des Architekten Ludovico Stanzani erbaute Kirche besitzt eine monumentale Rundbogenkuppel mit zwei der Kuppel ähnlichen Glockentürmen und einen Haupteingang mit einem Portikus mit vier toskanischen Säulen sowie einem Dreiecksgiebel.